# Segundas Lajas
Segundas Lajas är en ort i Mexiko.   Den ligger i kommunen Singuilucan och delstaten Hidalgo, i den sydöstra delen av landet, 100 km nordost om huvudstaden Mexico City. Segundas Lajas ligger 2 466 meter över havet och antalet invånare är 588.
Terrängen runt Segundas Lajas är huvudsakligen kuperad, men den allra närmaste omgivningen är platt. Runt Segundas Lajas är det ganska tätbefolkat, med 60 invånare per kvadratkilometer. Närmaste större samhälle är Tulancingo, 12,0 km öster om Segundas Lajas. I omgivningarna runt Segundas Lajas växer huvudsakligen savannskog.